# 지토세촌 (오이타현)
기요카와촌(千歳村)은 오이타현 남서부의 오노군의 동북부 위치했던 촌이다. 2005년 3월 22일, 미에정, 기요카와촌, 오가타정, 아사지정, 오노정, 이누카이정과 합병해, 분고오노시가 되었다.

## 역사
- 1889년 4월 1일 - 정촌제 시행에 수반해 시바와라촌이 성립하였다.
- 1941년 4월 1일 - 사와바라촌, 이다촌이 합병해 지토세촌이 성립하였다.
- 2005년 3월 22일 -  미에정, 기요카와촌, 오가타정, 아사지정, 오노정, 이누카이정과 합병해, 분고오노시가 되었다.

## 교통

### 도로
- 국도 57호선